# 顾肃
顾肃（1955年4月—），江苏启东人，中国自由主义政法学者，复旦大学社会科学高等研究院专职研究人员、教授。

## 生平
美国杜克大学 哲学硕士(1985)，南京大学哲学博士(1989)。曾任哈佛大学法学院人文学者，墨尔本大学、英国伦敦经济学院等校高级访问学者，南京大学哲学与法学教授。出版专著多部，代表作《自由主义基本理念》在中国大陆和台湾出版数种简繁体字版本，影响很大。在人民出版社、中国人民大学出版社等社主编《政治法律哲学》、《大学文库》、《成功学习》等丛书。用中、英、俄、意、法等文字发表论文100余篇，为《新京报》、《法制早报》、《东方早报》、《南方周末》、《民主与科学》等中国和海外报刊撰写法律与政治方面的社评、评论、专栏文章100余篇，传播自由主义理念。

## 出版专著目录
1. 《宗教与政治》，顾肃著，译林出版社2010年版。
2. 《理想国以后――政治哲学与法学论札》，顾肃著，江苏人民出版社2006年版。
3. 《自由主义基本理念》，中央编译出版社2003年第一版，2005年第二版，台湾左岸文化出版社2006年第一版。
4. 《西方政治法律思想史》，顾肃著，中国人民大学出版社2005年版、南京大学出版社1994年版。
5. 《现代西方社会思潮史》，顾肃、张凤阳著，山东教育出版社2004年版。
6. 《第四次科技革命》，顾肃著，江苏人民出版社2003年版。
7. 《罗尔斯：正义与自由的求索》，顾肃著，辽海出版社1999年版。
8. 《他山之石，可以攻玉――留学美国的思考》，顾肃著，湖北人民出版社1999年版。
9. 《科学理性论》，顾肃著，中国社会科学出版社1992年版。